# Mikołaj Faustyn Radziwiłł
Mikołaj Faustyn Radziwiłł herbu Trąby (ur. 21 maja 1688, zm. 2 lutego 1746 w Zdzięciole) – książę, syn Dominika Mikołaja, brat Jana Mikołaja.
Był miecznikiem wielkim litewskim od 1710 oraz wojewodą nowogródzkim w latach (1729 – 1740). Dziedzic Zdzięcioła, Hłuski, Porzeczy i Kroży. Późniejszy właściciel Berdyczowa.
Ożenił się 4 grudnia 1710 w Rohotnej z Barbarą Franciszką Zawisza – Kieżgajłło (1690-1746), którą urodziła mu 15 dzieci, w tym: Albrychta, Udalryka Krzysztofa, Jerzego i Stanisława. 
W 1734 został odznaczony Orderem Orła Białego. Kawaler pruskiego Orderu Szlachetności, w 1742 odznaczony rosyjskim Orderem św. Aleksandra Newskiego.
W 1718 roku był posłem na sejm z powiatu słonimskiego. Był posłem na sejm w 1720 i 1722 roku. Elektor Augusta III Sasa w 1733 roku, podpisał jego pacta conventa. W 1735 roku podpisał uchwałę Rady Generalnej konfederacji warszawskiej.